# Indolestes aruanus
Indolestes aruanus – gatunek ważki z rodziny pałątkowatych (Lestidae).